# Саянский территориально-производственный комплекс
Саянский территориально-производственный комплекс (Саянский ТПК) — один из территориально-производственных комплексов Ангаро-Енисейского региона, располагавшийся на территории Хакасской автономной области и города Минусинска Красноярского края. 
Решение о создании Саянского ТПК было принято в 1971 году на XXIV съезде КПСС. 
Основные узлы Саянского ТПК — Абакан, Черногорск, Саяногорск, Аскизский, Алтайский, Усть-Абаканский и Ширинский районы. В состав Саянского ТПК вошли также семь районов Енисейского Правобережья: Ермаковский, Идринский, Каратузский, Краснотуранский, Курагинский, Минусинский, Шушенский и город Минусинск.
Были построены и введены в эксплуатацию Абаканский вагоностроительный комплекс, Саянский алюминиевый завод, Минусинский завод нестандартизированного оборудования, завод высоковольтных вакуумных выключателей, Абаканский комбинат панельного домостроения, Черногорский и Изыхский разрезы, Абаканский, Тейский, Краснокаменский и Ирбинский железные рудники, Сорский молибденовый комбинат, Туимский завод по обработке цветных металлов, комбинат «Саянмрамор», Саянский комбинат сборно-разборных конструкций, Черногорский камвольно-суконный комбинат, фабрика первичной обработки шерсти, Абаканский свинокомплекс и другие.

## Ресурсы
Более 150 месторождений полезных ископаемых, в том числе уголь (с запасами свыше 30 млрд т), нефть, газ, железные руды, цветные металлы (молибден, золото, медь, свинец, вольфрам, серебро), асбест, гипс, наждак, барит, мирабилит, соль, алмазы, мрамор, гранит, жадеит, месторождения строительных материалов (пески, глины, гравий); гидроресурсы — pp. Енисей, Абакан и их притоки, и более 500 малых рек; лечебные озера, биологические ресурсы и так далее.